# Furazan
Furazanul (1,2,5-oxadiazolul) este un compus organic heterociclic cu formula chimică C2H2N2O. Conține un nucleu pentaatomic cu 1 atom de oxigen și 2 atomi de azot. Furazanul și derivații săi sunt obținuți plecând de la derivații oxime ai 1,2-dicetonelor.

## Obținere
Teoretic, cea mai simplă metodă de obținere a furazanului este reacția de deshidratare cu ciclizare a glioximei (di-oxima glioxalului), însă instabilitatea furazanului la temperaturi ridicate sau la valori de pH extreme impune ca acest proces să fie realizat cu atenție. Formarea furazanului din glioximă este, de asemenea, un proces exoterm și are loc secundar obținerea unor gaze nocive. Reacția are loc prin încălzirea glioximei la 150 °C în prezența anhidridei succinice; furazanul se evaporă la această temperatură, fiind astfel eliminat continuu din amestecul de reacție.

## Derivați
3,4-dimetilfurazanul (b.p. 154–159 °C) este obținut ca urmare a unui proces de deshidratare al dimetilglioximei.
Diaminofurazanul poate fi preparat prin încălzirea diaminoglioximei cu hidroxid de potasiu, urmată de răcire pentru a obține cristale albe. La fel ca mulți alți furazani, diaminofurazanul formează complecși stabili cu sărurile de cupru (II).
Alți derivați:
- Furazabol
- Furoxan